# ロコモア
ロコモア合資会社 (Locomore GmbH & Co. KG)は、ベルリンに本社を置きドイツで運行されている民営の旅客鉄道会社である。主に、ドイツ鉄道 (DB) と競合する長距離列車を運行している。
中心となるサービスは、シュトゥットガルトとベルリンの間を結ぶ独立採算の高速列車である（Locomoreまたは略してLOCと呼ばれる）。クラウドファンディングを通じた資金調達や低廉な料金を特色とする。
2017年5月11日、破産の申し立てを行った。
2017年8月、チェコのオープンアクセスによる列車運行会社LEOエクスプレスが、車両や職員の大部分を含むロコモアの資産を獲得し、運行を再開した。

## 概要
2016年12月14日、ロコモアはシュトゥットガルトとベルリンの間で毎日運行を開始し、シュトゥットガルト中央駅とベルリン中央駅の間は約6時間30分である（なお、同区間のドイツ鉄道によるICEは約5時間30分）。経路の大半は、既存の高速鉄道を活用し、列車は最高時速200キロで運行される。ドイツ鉄道が同国でほぼ独占している長距離鉄道旅客輸送に対抗するため、ロコモアの価格は長距離バス並みに抑えられ、車内では高品質のサービスを提供することを目指している。ロコモアはまた、完全にグリーンエネルギーによって運行される。
きっぷはオンライン、スマートフォンのアプリ、電話、また列車内で購入することも可能である。ハンブルク・ケルン・エクスプレス、インターコネックスやタリスのようなドイツの他の民間の列車運行会社と同様に、きっぷはドイツ鉄道の窓口では購入できない。早期に予約すれば価格は割安になり、様々なレベルのサービスを選ぶことができ、すべてのきっぷは座席指定制で、指定料金を含んでいる。車いすや自転車を載せるスペースも用意されている。子連れの旅客専用の区画があり、14歳までの子どもは無料である。

## 路線網

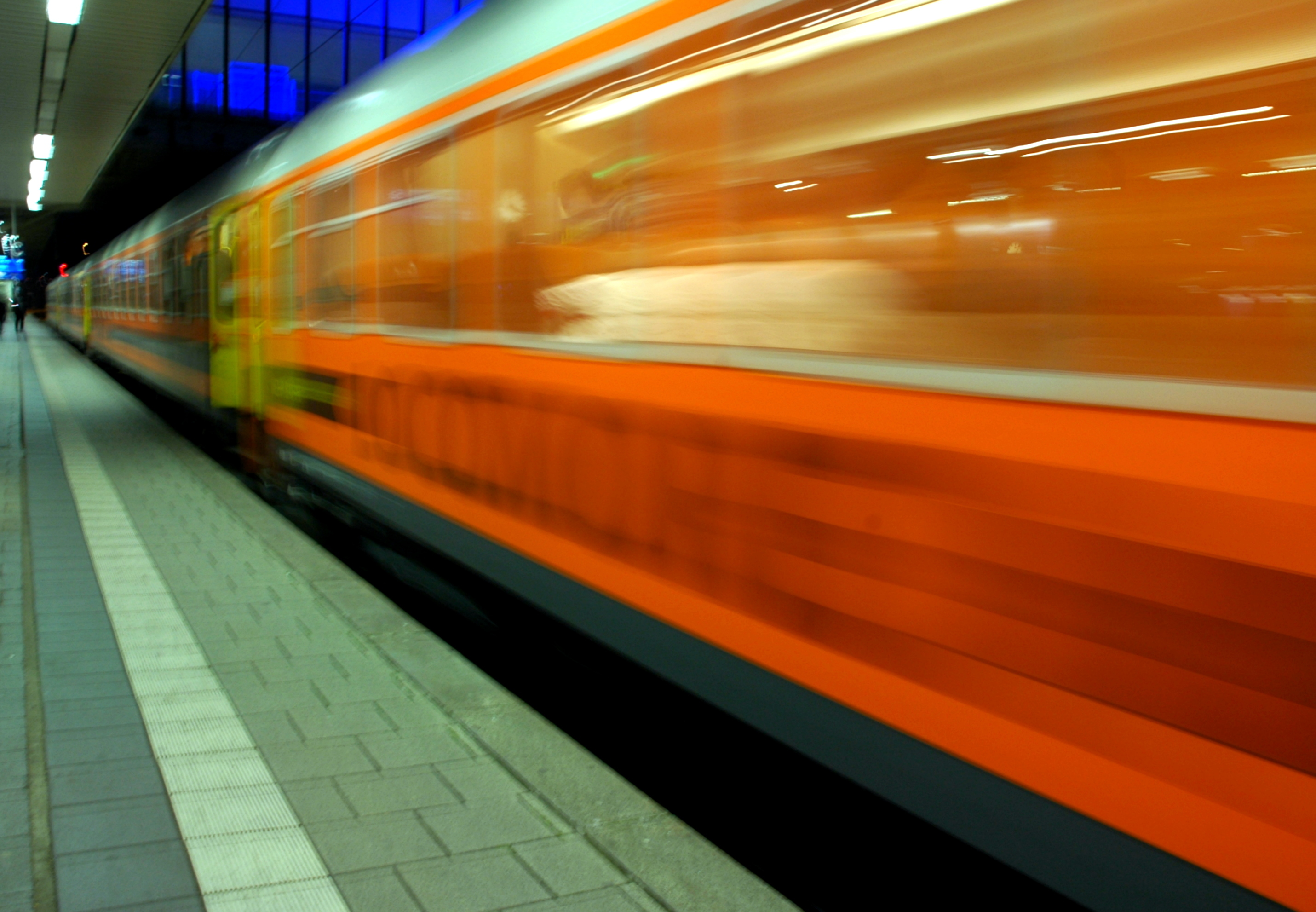
2016年12月14日のハイデルベルク駅からの初運行

ファイインゲンアン・デア・エルツ、ハイデルベルク、ダルムシュタット、フランクフルト・アム・マイン、ハーナウ、フルダ、カッセル、ゲッティンゲン、ハノーファーとヴォルフスブルクが、シュトゥットガルトとベルリンと結ばれる。2017年には、フランクフルト～シュトゥットガルト～アウクスブルク～ミュンヘン、ベルリン～ハノーファー～ドルトムント～デュッセルドルフ～ケルン～ボンとベルリン～プレンツラウ～ストラルサンド・ビンツの3系統の新設が計画されている。

## 車両

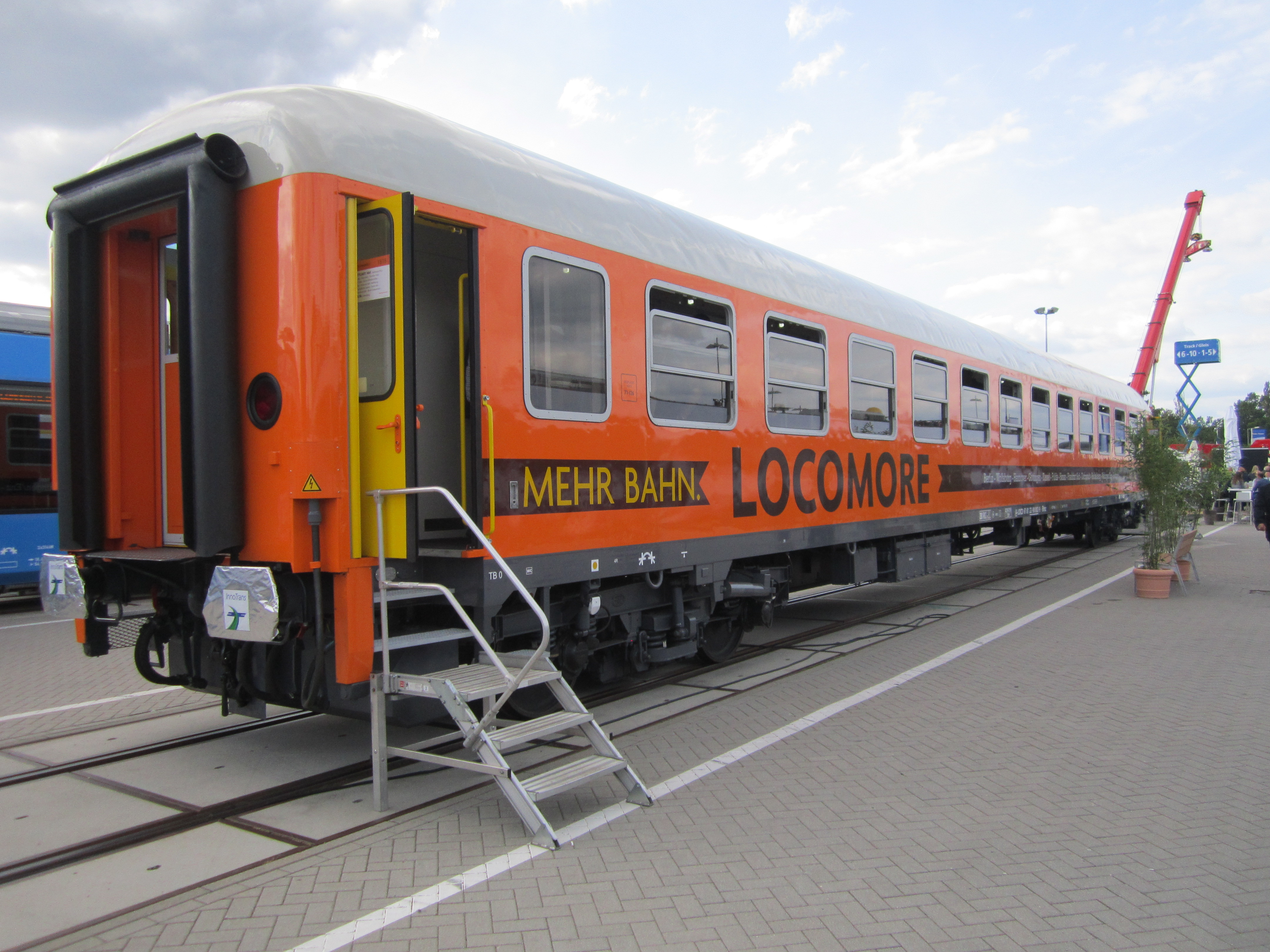
イノトランス 2016で展示されたBmz 3型客車

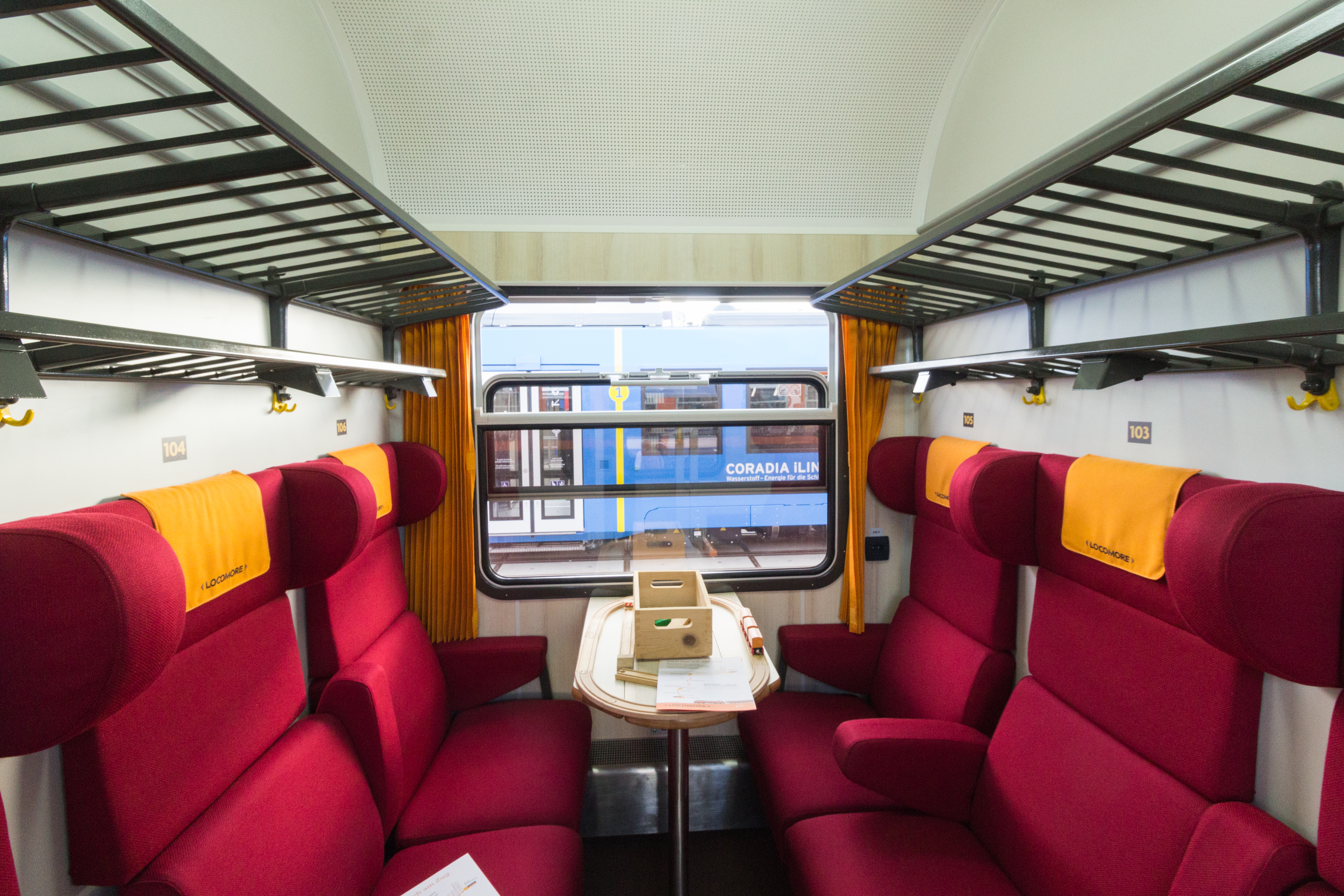
コンパートメント

ヨーロッパでは一般的なUIC規格の客車で、2009年までオランダで使用されていたものである。すべての客車が無料のWi-fiを備えている。
- Bmz 1: エアコン付きで７つのコンパートメントを有する。
- Bmz 2: 自転車、車いす、家族用区画、子どもの遊び場所、車内販売準備室など
- Bmz 3: エアコンなしで12のコンパートメントを有する。

## 経営
2015年7月から、ロコモアはクラウドファンディングの広報を通じて資金を調達してきており、個人が寄付や抵当を通じてこの会社に投資できるようにした。2016年12月6日時点で、ロコモアは60万8761ユーロを獲得し、目標としてきた46万ユーロを大幅に上回った。投資した者は、寄付の3.5％の金額を毎年受け取るか、列車で使える旅行券を受け取るかを選ぶことができる。2016年１月26日、同社は列車の運行に必要な資金を集めることに成功したことを発表した。